# صن تيانتيان
صن تيانتيان (بالصينية: 孫甜甜) مواليد 12 أكتوبر 1981 في تشنغتشو، خنان، الصين، هي لاعبة كرة مضرب صينية سابقة بدأت مسيرتها كمحترفة سنة 1999 وكانت تلعب باليد اليمنى، اعتزلت اللعب في 2009. كما أنها إحدى بطلات الجراند سلام. أعلى تصنيف لها في الفردي كان المركز الـ 77 في سنة 2007. سبق أن شاركت في دورة الألعاب الأولمبية الصيفية.

## النهائيات

### نهائيات البطولات الكبرى

#### الزوجي المختلط: 1 (1–0)
| الحصيلة | السنة | البطولة           | الأرضية | الشريك         | المنافس                  | النتيجة     |
| ------- | ----- | ----------------- | ------- | -------------- | ------------------------ | ----------- |
| الفوز   | 2008  | أستراليا المفتوحة | صلبة    | نيناد زيمونيتش | سانيا ميرزا ماهيش بوباثي | 7–6(4), 6–4 |

## الميداليات
| الميدالية | المسابقة                       |
| --------- | ------------------------------ |
| ذهبية     | الألعاب الأولمبية الصيفية 2004 |

## روابط خارجية
- صن تيانتيان على موقع رابطة محترفات التنس (الإنجليزية)
- صن تيانتيان على موقع الاتحاد الدولي لكرة المضرب (الإنجليزية)
- صن تيانتيان على موقع كأس بيلي جين كينغ (الإنجليزية)
- صن تيانتيان على موقع خلاصة التنس.كوم (الإنجليزية)
- صن تيانتيان على موقع اللجنة الأولمبية الدولية (الإنجليزية)
- صن تيانتيان على موقع اللجنة الأولمبية الدولية (الإنجليزية)
- صن تيانتيان على موقع أوليمبيديا (الإنجليزية)
- صن تيانتيان على موقع اللجنة الأولمبية الصينية (الإنجليزية)